# Fréhel
Marguerite Boulc’h (Paris, 14 de julho de 1891 – Paris, 3 de fevereiro de 1951) foi uma cantora realista francesa mais conhecida como Fréhel, cujas canções fazem referencia a uma Paris popular e miserável em músicas quase que autobiográficas retratando a realidade das ruas, da prostituição e da dor.

## Biografia
Fréhel foi uma criança de rua e aos cinco anos cantava acompanhada de um cego. Aos quinze anos, vendia produtos de beleza de porta em porta e conheceu Belle Otero, rainha do music-hall na época, que admira e acredita na cantora e a batiza com o nome artístico de “Pervenche”.
Em 18 de novembro de 1907, casa-se com Robert Hollard, um jovem comediante e amador do music-hall que Fréhel conheceu na taverna de Olympia, com quem teve um filho que morreu de forma prematura. Robert Hollard acabou abandonando-a pela cantora Damia e em 1910 ele e Fréhel se divorciam.
Em seguida, Fréhel teve um breve relacionamento amoroso com o cantor Maurice Chevalier que, por desaprovar a sua dependência em cocaína, decide deixá-la pela cantora Mistinguett. O término do relacionamento com Chevalier teve um impacto muito grande em Fréhel e por causa disso ela tentará suicídio . Por não aceitar ter sido “trocada” por Mistinguett ela ameaçará tanto Chevalier quanto Mistinguett de morte e por algum tempo levará uma faca consigo para se vingar, caso os encontrasse juntos. Apesar da enorme fama, Fréhel teve uma vida sentimental desastrosa (no filme Pépé le Moko de 1936, com Jean Gabin no papel principal, faz uma referência ao passado da cantora).
Depois dessa série de desapontamentos, Fréhel afunda-se no álcool e nas drogas e deixa a França para viver por mais de dez anos no leste europeu, na Turquia e na Rússia. Nos anos 30 ela aparece em vários filmes em pequenos papéis como cantora. Uma importante interpretação de Fréhel foi no filme Coeur de Lilas em 1931, onde encena uma personagem chamada "la Douleur", ou seja, a Dor – fazendo assim uma referência à vida da cantora, característica do universo realista. Em 1935, ela casa em Paris com Georges Boettgen. 
Fréhel jamais se restabelecerá de seus dramas passados. Ela morre em 1951 em um quarto de um hotel ambíguo na rua Pigalle. Uma multidão vai ao seu enterro. Posteriormente, vários cantores reclamaram a sua influência: Charles Trénet, Mano Solo e Jacques Higelin. 
A discografia de Fréhel se estende de 1908 a 1939. Ela gravou seu primeiro disco no Ódeon em junho de 1908, com o nome de Pervenche-Fréhel.

## Canções
- L'Obsédé (1930)
- Pauvre grand (1930)
- Sous la blafarde (1930)
- Comme un moineau (1930)
- Comme une fleur (1931)
- La Coco (1931)
- Quand on a trop de cœur (1931)
- La Chanson du vieux marin (1931)
- À la dérive (1931)
- Musette (1932)
- Le Grand Léon (1933)
- C'est un mâle (1933)
- La Peur (1935)
- Il encaisse tout (1935)
- Il est trop tard (1935)
- Où sont tous mes amants (1935)
- Rien ne vaut l'accordéon (1935)
- La Valse à tout le monde (1936)
- Le Fils de la femme poisson (1936)
- Les filles qui la nuit ... (1936)
- Maison louche (1936)
- Tel qu'il est (1936)
- Et v'la pourquoi (1936)
- Pépé le moko (1936)
- Sous la flotte (1936)
- Tout change dans la vie (1936)
- C'est un petit bal musette (1936)
- Pleure (1937)
- Derrière la clique (1938)
- L'Amour des hommes (1938)
- La Chanson des fortifs (1938)
- La Môme Catch-catch (1938)
- Ohé ! les copains ! (1939)
- La Der des der (1939)
- La Java bleue (1939)
- Sans lendemain (1939)

## Filmografia
- 1949 : Maya : Notre Mère
- 1949 : Un homme marche dans la ville : la femme de Buck
- 1947 : L'Homme traqué : la mère Tout le Monde
- 1941 : L’Enfer des anges: la femme Sulpice
- 1940 : L'Entraîneuse : la chanteuse
- 1939 : Berlingot et compagnie : Bohemia
- 1939 : Une java : la patronne du bar
- 1938 : La Maison du Maltais : Rosina
- 1938 : Le Puritain
- 1938 : La Rue sans joie : Henriette
- 1937 : Pépé le Moko : Tania
- 1937 : L'Innocent
- 1936 : Le Roman d’un tricheur : Redhead (chanteuse)
- 1936 : Gigolette : la chanteuse
- 1934 : Amok : chanteuse du cabaret
- 1934 : La Rue sans nom
- 1932 : Coeur de lilas: la Douleur